# Jättebuddhan i Leshan
Jättebuddhan i Leshan (乐山大佛; Lèshān Dàfó) är den största Buddhastatyn i sten i världen. Den är huggen ur en klippvägg som ligger där Minfloden, Dadufloden och Qingyifloden möts i södra delen av provinsen Sichuan, Kina. Inte långt ifrån Leshan och stenskulpturen ligger Emeishan och floderna rinner nedanför statyns fötter.
Jättebuddhan i Leshan upptogs 1996 på Unescos världsarvslista tillsammans med Emeishan.

## Historia
Byggnaden påbörjades år 713 och leddes av den kinesiska munken Haitong. Han hoppades att Buddhan skulle lugna ner det framforsande vattnet som gjorde passagen riskfylld för fartyg på väg nedför floden. Då han lyckats få ihop medel till projektet, sägs han ha petat ut sina egna ögon för att visa sin vördnad och tacksamhet. Statyn uppfördes därefter av hans anhängare som färdigställde den på 90 år. Den massiva konstruktionen flyttade så mycket sten ner i floden att det faktiskt påverkade strömmarna i floden och gjorde vattnen säkra för fartyg.

## Utseende
Statyn är 71 meter hög och avbildar en sittande Maitreyabuddha med händerna vilande på sina knän. Hans axlar är 28 meter breda och hans lilltånagel är stor nog för att rymma en sittande person. Det finns ett lokalt talessätt att "berget är Buddha och Buddha är berget". Det beror delvis på att bergskedjan som jättebuddhan ligger vid tros vara formad som en slumrande Buddha sedd från floden, med jättebuddhan som hans hjärta.